# Hora de Ekaterimburgo
|  | Huso horario     | Nombre local                                                  |
|  | ---------------- | ------------------------------------------------------------- |
|  | UTC +2 (MSK −1)  | Hora de Kaliningrado (EET)                                    |
|  | UTC +3 (MSK)     | Hora de Moscú (MSK)                                           |
|  | UTC +4 (MSK +1)  | Hora de Samara (SAMT)                                         |
|  | UTC +5 (MSK +2)  | Hora de Ekaterimburgo (YEKT)                                  |
|  | UTC +6 (MSK +3)  | Hora de Omsk (OMST)                                           |
|  | UTC +7 (MSK +4)  | Hora de Krasnoyarsk (KRAT) y Novosibirsk (NOVT)               |
|  | UTC +8 (MSK +5)  | Hora de Irkutsk (IRKT)                                        |
|  | UTC +9 (MSK +6)  | Hora de Yakutsk (YAKT)                                        |
|  | UTC +10 (MSK +7) | Hora de Vladivostok (VLAT)                                    |
|  | UTC +11 (MSK +8) | Hora de Magadán (MAGT), Sajalín (SAKT) y Srednekolimsk (SRET) |
|  | UTC +12 (MSK +9) | Hora de Kamchatka (PETT) y Anádyr (ANAT)                      |

La Hora de Ekaterimburgo (YEKT) es la zona que ocupan los Ekaterimburistas.

## Historia
En 2011, Rusia se adaptó al horario de verano. En lugar de cambiar a UTC+5 en invierno y UTC+6 en verano, el horario de Ekaterimburgo fue fijado permanentemente en UTC+6.
Sin embargo en 2015, Rusia se regresó al una hora atrás, y el horario de Ekaterimburgo fue fijado de nuevo en UTC+5
Esta zona horaria se aplica también al Distrito Federal de los Urales y en la República de Baskortostán, Óblast de Oremburgo y el Krai de Perm en el Distrito Federal del Volga.